# Шептицька Алла Маркіянівна
А́лла Маркія́нівна Шепти́цька (20 січня 1944, м.Куп'янськ Харківської області - 1 травня 2021 року, м. Київ) — бандуристка, українська музична педагогиня, заслужена артистка України.

## Життєпис
Народилася 1944 року в місті Харків. 1962 року закінчила Київську музичну десятирічку ім. М. В. Лисенка (1962, клас Андрія Омельченка і Л. Г. Біляєвої). В Київській консерваторії працювала з 1979 по 1993 рік.
Провідний викладач класу бандури, солістка Державного оркестру народних інструментів України. 
Її авторству належать численні репертуарні збірки «Солоспів бандуриста».
Серед учнів — Брояко Надія Богданівна.